# Armando de Almeida Lima
Armando de Almeida Lima ComC • ComA foi um militar português.

## Biografia
Nasceu no Arquipélago dos Açores.
Durante a Primeira Guerra Mundial, participou em várias expedições ao Sul de Angola e Moçambique.
Em 1 de Julho de 1935, a Gazeta dos Caminhos de Ferro noticiou que o Tenente-Coronel Armando de Almeida Lima tinha sido nomeado como director do Depósito Central de Fardamentos, estando nessa altura integrado no Serviço de Administração Militar.

## Homenagens
Armando de Almeida Lima foi honrado com o grau de Comendador nas ordens de Cristo e Avis, tendo recebido das duas homenagens em 28 de Junho de 1919, tendo essa altura a patente de Major. Também recebeu as medalhas de Bons Serviços e Comemorativa das Campanhas.